# 보헤미안스 1905
보헤미안스 프라하 1905(체코어: Bohemians Praha 1905)는 프라하를 연고로 하는 체코의 축구 클럽으로, 과거 FC 보헤미안스 프라하(FC Bohemians Praha)라는 이름으로 불린 축구 클럽이다.
체코에서 인기 높은 축구 클럽 가운데 하나로 1980년대는 클럽의 전성기였다. 1982-83 체코슬로바키아 1부 리그에서 우승을 차지했고 같은 시즌에 열린 UEFA컵에서 준결승전까지 진출했다.
2005년 계속된 경영난으로 인해 위기에 빠졌고 구단의 재정 파탄으로 인해 한때 3부 리그까지 강등되기도 했지만 다행히 팬들이 부채의 일부를 갚아주면서 살아날 수 있었다. 2007년 감브리누스리가로 승격했으며 2008년 체코 2부 리그로 강등되었지만 한 시즌만에 1부 리그로 승격된다.
클럽의 마스코트는 캥거루인데 이는 1927년 오스트레일리아를 방문한 구단이 살아있는 캥거루 2마리를 프라하 동물원에 기증한 데서 유래되었다.

## 역대 명칭
- 1895년: Kotva Vršovice
- 1905년: AFK Vršovice
- 1927년: AFK Bohemians
- 1940년: AFK Bohemia
- 1945년: AFK Bohemians
- 1948년: Železničáři Praha
- 1952년: Spartak Praha Stalingrad
- 1961년: ČKD Praha
- 1961년: Bohemians ČKD Praha
- 1993년: FC Bohemians Praha
- 2005년: Bohemians 1905

## 성적
- 체코슬로바키아 1부 리그 우승 1회 (1982-83)
- 체코슬로바키아 컵 준우승 1회 (1982)
- 체코 2부 리그 우승 2회 (1998-99, 2008-09), 준우승 1회 (2006-07)

## 선수 명단

### 현역
참고: FIFA 자격 규정에 따라 소속된 국가대표팀 국기를 표시합니다. 선수는 복수의 FIFA 비회원국 국적을 가지고 있을 수 있습니다.
| 번호 | 포지션 | 국적       | 이름        |
| ---- | ------ | ---------- | ----------- |
| 9    | FW     |            | 압둘라 헤랄 |
| 41   | MF     | 나이지리아 | 넬슨 오케케 |

| 번호 | 포지션 | 국적         | 이름              |
| ---- | ------ | ------------ | ----------------- |
| 77   | FW     | 북마케도니아 | 밀란 리스토브스키 |

## 역대 감독
| 감독            | 임기 |
| --------------- | ---- |
| 요제프 아다메츠 | 1992 |